# Walter Pall
Walter Pall (* 1944) ist ein österreichischer Bonsaikünstler. Er gilt als einer der weltweit bekanntesten Bonsaimeister, und lebt in der oberbayrischen Gemeinde Egling nahe München.

## Leben
Pall wurde 1944 in Österreich geboren und wuchs in den Alpen auf. 1968 heiratete er seine Frau Hanna, mit der er heute in der bayrischen Gemeinde Egling lebt.
Vor seiner Karriere als Bonsaikünstler arbeitete Pall als Manager in der Elektronik- und Beratungsbranche. Bei einer Bonsaiausstellung in einem Münchner Gartencenter im Jahr 1978 entdeckte er seine Faszination für Bonsai-Bäume, und begann, sich genauer damit zu befassen. Wenige Jahre später begann er, sich erst Teilzeit, und letztendlich Vollzeit dem Gestalten von Bonsai-Bäumen zu widmen.
Pall veröffentlichte über 100 Artikel in verschiedenen Bonsai-Zeitschriften. Besonders bekannt ist er für seine Workshops und Vorträge, die weltweit Anklang finden.